# Philippe Guerrier
Philippe Guerrier, född 19 december 1757 i Grande-Rivière-du-Nord, Haiti, död 15 april 1845 i Saint-Marc, Haiti, var en haitisk politiker. Han var Haitis president från den 3 maj 1844 till sin död den 15 april 1845.
Som militär hade Guerrier framgångsrikt lett den svarta armén under haitiska revolutionen.